# Eisenbahner-Sportverein Ingolstadt/Ringsee 1980-1981
Questa voce raccoglie le informazioni riguardanti il Eisenbahner-Sportverein Ingolstadt/Ringsee nelle competizioni ufficiali della stagione 1980-1981.

## Stagione
Nella stagione 1980-1981 l'ESV Ingolstadt, allenato da Hans Cieslarczyk, Hans-Dieter Roos e Reinhold Jobst, concluse il campionato di 2. Bundesliga al 16º posto. In Coppa di Germania l'ESV Ingolstadt fu eliminato al secondo turno dal Norimberga.

## Rosa
| N. |                     | Ruolo | Calciatore          |
| -- | ------------------- | ----- | ------------------- |
|    | Germania (bandiera) | P     | Karl Dressel        |
|    | Germania (bandiera) | P     | Heinz Mahr          |
|    | Germania (bandiera) | D     | Willibald Benz      |
|    | Germania (bandiera) | D     | Hans Fischl         |
|    | Germania (bandiera) | D     | Ludwig Kellner      |
|    | Germania (bandiera) | D     | Walter Mühldorfer   |
|    | Germania (bandiera) | D     | Michael Richthammer |
|    | Germania (bandiera) | D     | Josef Stadler       |
|    | Germania (bandiera) | D     | Walter Zieglmeier   |
|    | Serbia (bandiera)   | C     | Dusan Basic         |
|    | Germania (bandiera) | C     | Uli Hackner         |
|    | Germania (bandiera) | C     | Norbert Hartmann    |

| N. |                     | Ruolo | Calciatore          |
| -- | ------------------- | ----- | ------------------- |
|    | Germania (bandiera) | C     | Werner Michalka     |
|    | Germania (bandiera) | C     | Josef Maria Nagy    |
|    | Serbia (bandiera)   | C     | Blagoje Slijepcevic |
|    | Germania (bandiera) | C     | Herbert Stahl       |
|    | Germania (bandiera) | A     | Michael Binner      |
|    | Germania (bandiera) | A     | Josef Bittl         |
|    | Germania (bandiera) | A     | Franz Gerber        |
|    | Germania (bandiera) | A     | Peter Krzyzanowski  |
|    | Germania (bandiera) | A     | Herfried Ruhs       |
|    | Germania (bandiera) | A     | Ludwig Schmidt      |
|    | Germania (bandiera) | A     | Dieter Schwemmle    |
|    | Germania (bandiera) | A     | Werner Weihard      |

## Organigramma societario
Area tecnica
- Allenatore: Reinhold Jobst
- Allenatore in seconda:
- Preparatore dei portieri:
- Preparatori atletici:

## Calciomercato

### Sessione estiva
| Acquisti | Acquisti      | Acquisti    | Acquisti |
| R.       | Nome          | da          | Modalità |
| -------- | ------------- | ----------- | -------- |
| D        | Hans Fischl   | Monaco 1860 |          |
| A        | Franz Gerber  | Monaco 1860 |          |
| C        | Herbert Stahl | VÖEST Linz  |          |

| Cessioni | Cessioni         | Cessioni       | Cessioni |
| R.       | Nome             | a              | Modalità |
| -------- | ---------------- | -------------- | -------- |
| P        | Gerhard Hummel   | Homburg        |          |
| A        | Werner Killmaier | Hertha Berlino |          |

### Sessione invernale
| Acquisti | Acquisti | Acquisti | Acquisti |
| R.       | Nome     | da       | Modalità |
| -------- | -------- | -------- | -------- |

| Cessioni | Cessioni | Cessioni | Cessioni |
| R.       | Nome     | a        | Modalità |
| -------- | -------- | -------- | -------- |

## Risultati

### 2. Bundesliga

#### Girone di andata
| Arbitro: | Michel |

|                          |           |  |
| Hoffmann 29’ Größler 32’ | Marcatori |  |

| Arbitro: | Ermer |

|                  |           |                               |
| Hackner 18’, 20’ | Marcatori | 32’ Seubert 65’ Orf 75’ Weber |

| Arbitro: | Jupe |

|                                                    |           |            |
| Traser 20’, 89’ (rig.) Fischer 44’, 51’ Traser 65’ | Marcatori | 48’ Gerber |

| Arbitro: | Correll |

|                      |           |              |
| Bittl 14’ Gerber 43’ | Marcatori | 44’ Fritsche |

| Arbitro: | Filla |

|                               |           |                      |
| Nathmann 10’, 47’ Mattern 53’ | Marcatori | 34’ Bittl 71’ Fischl |

| Arbitro: | Kinzinger |

|                                     |           |  |
| Schwemmle 66’ Gerber 68’ Fischl 84’ | Marcatori |  |

| Arbitro: | Engel |

|                                                                                              |           |                      |
| Neumann 27’ (rig.), 48’, 62’ Collet 45’, 60’ Korlatzki 75’ Best 76’ Wagner 89’ Bruckhoff 90’ | Marcatori | 42’ Gerber 72’ Bittl |

| Arbitro: | Aulenbacher |

|               |           |                                                    |
| Schwemmle 78’ | Marcatori | 43’ Binder 60’ Schüler 66’ Piller 80’ (rig.) Bente |

| Arbitro: | Schraivogel |

|                                                                 |           |          |
| Hampl 2’ Kott 33’, 50’ Grawunder 55’ Ludwig 59’, 86’ Döring 82’ | Marcatori | 27’ Ruhs |

| Arbitro: | Joos |

|                                    |           |           |
| Schwemmle 10’, 47’ Gerber 20’, 30’ | Marcatori | 45’ Trieb |

| Arbitro: | Hellwig |

|          |           |                                           |
| Loes 22’ | Marcatori | 14’, 80’ Fischl 35’ Mühldorfer 81’ Gerber |

| Arbitro: | Jupe |

|                          |           |                |
| Schwemmle 36’ Gerber 70’ | Marcatori | 67’ Hermandung |

| Arbitro: | Niebergall |

|                                                            |           |            |
| Roth 2’ (rig.) Recktenwald 14’, 75’ Dufresne 59’ Todzi 69’ | Marcatori | 28’ Gerber |

| Arbitro: | Vielsack |

|                                              |           |            |
| Fischl 12’ Basic 24’ Hartmann 67’ Gerber 89’ | Marcatori | 44’ Vetter |

| Arbitro: | Eli |

|                         |           |  |
| Buchwald 49’ Täuber 82’ | Marcatori |  |

| Arbitro: | Röder |

|                                              |           |           |
| Fischl 1’, 17’ Basic 7’ Gerber 52’, 66’, 84’ | Marcatori | 58’ Böhni |

| Arbitro: | Aulenbacher |

|  |           |                                          |
|  | Marcatori | 38’, 59’ Bein 45’, 55’ Trumpf 84’ Krause |

| Arbitro: | Neuner |

|                          |           |                       |
| Poulsen 65’ Harforth 68’ | Marcatori | 43’ Ruhs 87’ Hartmann |

| Arbitro: | Boos |

|            |           |                            |
| Gerber 69’ | Marcatori | 34’, 83’ Reich 60’ Schwehr |

#### Girone di ritorno
| Ingolstadt 1º febbraio 1981 20ª giornata | ESV Ingolstadt | 0 – 0 referto | Bayreuth | ESV-Stadion (1 200 spett.)\| Arbitro: \| Walz \| |
| Arbitro:                                 | Walz           |               |          |                                                  |

| Arbitro: | Hellwig |

|                                                    |           |  |
| Metzler 8’ Hinterberger 24’ Richthammer 51’ (aut.) | Marcatori |  |

| Arbitro: | Brückner |

|                                 |           |           |
| Basic 43’ Fischl 45’ Gerber 85’ | Marcatori | 6’ Traser |

| Arbitro: | Eli |

|                          |           |          |
| Demange 12’ Wittmann 88’ | Marcatori | 57’ Ruhs |

| Arbitro: | Ulm |

|  |           |                                       |
|  | Marcatori | 83’ Mattern 89’ Bihn 90’ (aut.) Bittl |

| Arbitro: | Andres |

|          |           |                          |
| Wohl 55’ | Marcatori | 6’, 80’ Gerber 25’ Basic |

| Arbitro: | Luca |

|                      |           |  |
| Gerber 18’ Basic 51’ | Marcatori |  |

| Arbitro: | Hontheim |

|                                           |           |  |
| Birner 38’, 41’, 74’ Dämpfling 87’ (rig.) | Marcatori |  |

| Arbitro: | Clajus |

|  |           |                          |
|  | Marcatori | 27’ Kempa 75’ Frohnapfel |

| Arbitro: | Schmoock |

|           |           |            |
| Haller 6’ | Marcatori | 86’ Gerber |

| Arbitro: | Dücker |

|                           |           |               |
| Gerber 13’, 15’ Basic 44’ | Marcatori | 88’ Ackermann |

| Arbitro: | Scheffner |

|                                                       |           |              |
| Leiendecker 18’, 40’ Dahler 53’ Hermandung 90’ (rig.) | Marcatori | 80’ Hartmann |

| Arbitro: | Wohlfarth |

|                                   |           |                 |
| Basic 42’ Bittl 66’ Schwemmle 88’ | Marcatori | 22’ Recktenwald |

| Arbitro: | Aulenbacher |

|                  |           |                 |
| Lasch 72’ (rig.) | Marcatori | 49’, 89’ Gerber |

| Arbitro: | Jupe |

|  |           |                              |
|  | Marcatori | 32’ Steinkirchner 90’ Dreher |

| Arbitro: | Werner |

|                                          |           |  |
| Emig 8’ Hein 10’ Bauer 61’ Respondek 80’ | Marcatori |  |

| Arbitro: | Schmoock |

|                         |           |          |
| Grünewald 33’ Höfer 53’ | Marcatori | 24’ Ruhs |

| Arbitro: | Filla |

|                                            |           |                          |
| Schwemmle 18’ Ruhs 46’ Basic 52’ Bittl 62’ | Marcatori | 55’, 89’ Schulz 64’ Zahn |

| Arbitro: | Brückner |

|               |           |  |
| Schneider 31’ | Marcatori |  |

### Coppa di Germania
| Arbitro: | Meuser |

|           |           |                                                 |
| Hüttl 26’ | Marcatori | 25’ Mühldorfer 48’ Stahl 87’ Hackner 90’ Fischl |

| Arbitro: | Schmidhuber |

|            |           |                                  |
| Gerber 45’ | Marcatori | 19’ Eder 38’ Brunner 72’ Volkert |

## Statistiche

### Statistiche di squadra
| Competizione      | Punti | In casa | In casa | In casa | In casa | In casa | In casa | In trasferta | In trasferta | In trasferta | In trasferta | In trasferta | In trasferta | Totale | Totale | Totale | Totale | Totale | Totale | DR  |
| Competizione      | Punti | G       | V       | N       | P       | Gf      | Gs      | G            | V            | N            | P            | Gf           | Gs           | G      | V      | N      | P      | Gf     | Gs     | DR  |
| ----------------- | ----- | ------- | ------- | ------- | ------- | ------- | ------- | ------------ | ------------ | ------------ | ------------ | ------------ | ------------ | ------ | ------ | ------ | ------ | ------ | ------ | --- |
| 2. Bundesliga     | 31    | 19      | 11      | 1       | 7       | 40      | 33      | 19           | 3            | 2            | 14           | 22           | 59           | 38     | 14     | 3      | 21     | 62     | 92     | -30 |
| Coppa di Germania | -     | 1       | 0       | 0       | 1       | 1       | 3       | 1            | 1            | 0            | 0            | 4            | 1            | 2      | 1      | 0      | 1      | 5      | 4      | +1  |
| Totale            | 31    | 20      | 11      | 1       | 8       | 41      | 36      | 20           | 4            | 2            | 14           | 26           | 60           | 40     | 15     | 3      | 22     | 67     | 96     | -29 |

### Andamento in campionato
| Giornata  | 1  | 2  | 3  | 4  | 5  | 6  | 7  | 8  | 9  | 10 | 11 | 12 | 13 | 14 | 15 | 16 | 17 | 18 | 19 | 20 | 21 | 22 | 23 | 24 | 25 | 26 | 27 | 28 | 29 | 30 | 31 | 32 | 33 | 34 | 35 | 36 | 37 | 38 |
| --------- | -- | -- | -- | -- | -- | -- | -- | -- | -- | -- | -- | -- | -- | -- | -- | -- | -- | -- | -- | -- | -- | -- | -- | -- | -- | -- | -- | -- | -- | -- | -- | -- | -- | -- | -- | -- | -- | -- |
| Luogo     | T  | C  | T  | C  | T  | C  | T  | C  | T  | C  | T  | C  | T  | C  | T  | C  | C  | T  | C  | C  | T  | C  | T  | C  | T  | C  | T  | C  | T  | C  | T  | C  | T  | C  | T  | T  | C  | T  |
| Risultato | P  | P  | P  | V  | P  | V  | P  | P  | P  | V  | V  | V  | P  | V  | P  | V  | P  | N  | P  | N  | P  | V  | P  | P  | V  | V  | P  | P  | N  | V  | P  | V  | V  | P  | P  | P  | V  | P  |
| Posizione | 18 | 18 | 19 | 18 | 20 | 14 | 18 | 19 | 19 | 19 | 19 | 15 | 18 | 16 | 15 | 15 | 15 | 15 | 16 | 17 | 18 | 16 | 16 | 17 | 16 | 16 | 16 | 16 | 16 | 15 | 16 | 15 | 15 | 15 | 15 | 16 | 15 | 16 |

Legenda:

Luogo: C = Casa; T = Trasferta. Risultato: V = Vittoria; N = Pareggio; P = Sconfitta.

### Statistiche dei giocatori
| Giocatore       | 2. Bundesliga | 2. Bundesliga | 2. Bundesliga | 2. Bundesliga | Coppa di Germania | Coppa di Germania | Coppa di Germania | Coppa di Germania | Totale   | Totale | Totale      | Totale     |
| Giocatore       | Presenze      | Reti          | Ammonizioni   | Espulsioni    | Presenze          | Reti              | Ammonizioni       | Espulsioni        | Presenze | Reti   | Ammonizioni | Espulsioni |
| --------------- | ------------- | ------------- | ------------- | ------------- | ----------------- | ----------------- | ----------------- | ----------------- | -------- | ------ | ----------- | ---------- |
| D. Basic        | 24            | 8             | 0             | 0             | 1                 | 0                 | 0                 | 0                 | 25       | 8      | 0           | 0          |
| W. Benz         | 26            | 0             | 3             | 0             | 1                 | 0                 | 0                 | 0                 | 27       | 0      | 3           | 0          |
| M. Binner       | 2             | 0             | 0             | 0             | 0                 | 0                 | 0                 | 0                 | 2        | 0      | 0           | 0          |
| J. Bittl        | 31            | 5             | 3             | 0             | 2                 | 0                 | 0                 | 0                 | 33       | 5      | 3           | 0          |
| K. Dressel      | 32            | 0             | 0             | 0             | 0                 | 0                 | 0                 | 0                 | 32       | 0      | 0           | 0          |
| H. Fischl       | 29            | 8             | 4             | 0             | 2                 | 1                 | 0                 | 0                 | 31       | 9      | 4           | 0          |
| F. Gerber       | 36            | 23            | 0             | 0             | 1                 | 1                 | 0                 | 0                 | 37       | 24     | 0           | 0          |
| U. Hackner      | 10            | 2             | 0             | 0             | 1                 | 1                 | 0                 | 0                 | 11       | 3      | 0           | 0          |
| N. Hartmann     | 25            | 3             | 5             | 0             | 1                 | 0                 | 0                 | 0                 | 26       | 3      | 5           | 0          |
| L. Kellner      | 10            | 0             | 0             | 0             | 0                 | 0                 | 0                 | 0                 | 10       | 0      | 0           | 0          |
| P. Krzyzanowski | 3             | 0             | 0             | 0             | 0                 | 0                 | 0                 | 0                 | 3        | 0      | 0           | 0          |
| H. Mahr         | 7             | 0             | 0             | 0             | 2                 | 0                 | 0                 | 0                 | 9        | 0      | 0           | 0          |
| W. Michalka     | 32            | 0             | 6             | 0             | 2                 | 0                 | 0                 | 0                 | 34       | 0      | 6           | 0          |
| W. Mühldorfer   | 25            | 1             | 2             | 0             | 1                 | 1                 | 0                 | 0                 | 26       | 2      | 2           | 0          |
| J. Nagy         | 23            | 0             | 6             | 0             | 1                 | 0                 | 0                 | 0                 | 24       | 0      | 6           | 0          |
| M. Richthammer  | 11            | 0             | 0             | 0             | 0                 | 0                 | 0                 | 0                 | 11       | 0      | 0           | 0          |
| H. Ruhs         | 29            | 5             | 6             | 0             | 1                 | 0                 | 0                 | 0                 | 30       | 5      | 6           | 0          |
| L. Schmidt      | 6             | 0             | 0             | 0             | 0                 | 0                 | 0                 | 0                 | 6        | 0      | 0           | 0          |
| D. Schwemmle    | 33            | 7             | 4             | 0             | 2                 | 0                 | 0                 | 0                 | 35       | 7      | 4           | 0          |
| B. Slijepcevic  | 21            | 0             | 3             | 0             | 2                 | 0                 | 0                 | 0                 | 23       | 0      | 3           | 0          |
| J. Stadler      | 25            | 0             | 8             | 0             | 1                 | 0                 | 0                 | 0                 | 26       | 0      | 8           | 0          |
| H. Stahl        | 11            | 0             | 2             | 0             | 1                 | 1                 | 0                 | 1                 | 12       | 1      | 2           | 1          |
| W. Weihard      | 1             | 0             | 0             | 0             | 0                 | 0                 | 0                 | 0                 | 1        | 0      | 0           | 0          |
| W. Zieglmeier   | 23            | 0             | 0             | 0             | 2                 | 0                 | 0                 | 0                 | 25       | 0      | 0           | 0          |